# Semilly
Semilly ist eine französische Gemeinde mit 99 Einwohnern (Stand: 1. Januar 2022) im Département Haute-Marne in der Region Grand Est (vor 2016 Champagne-Ardenne). Sie gehört zum Arrondissement Chaumont und zum Kanton Poissons.

## Geographie
Semilly liegt etwa 30 Kilometer nordöstlich von Chaumont. Umgeben wird Semilly von den Nachbargemeinden Vesaignes-sous-Lafauche im Nordwesten und Norden, Prez-sous-Lafauche im Nordosten und Osten, Chalvraines im Südosten und Süden, Clinchamp im Süden und Südwesten sowie Saint-Blin im Westen.

## Bevölkerungsentwicklung
| Jahr                       | 1962 | 1968 | 1975 | 1982 | 1990 | 1999 | 2006 | 2011 | 2019 |
| -------------------------- | ---- | ---- | ---- | ---- | ---- | ---- | ---- | ---- | ---- |
| Einwohner                  | 181  | 172  | 147  | 126  | 112  | 109  | 97   | 128  | 110  |
| Quellen: Cassini und INSEE |      |      |      |      |      |      |      |      |      |

## Sehenswürdigkeiten
- Kirche Saint-Martin